# Icon for Hire
Icon for Hire — американський альт-рок-гурт, що сформувався у 2007 у іллінойсівському місті Декейтер. Станом на кінець 2018 склад гурту представляють вокалістка Аріель Блумер та гітарист/клавішник Шон Джамп. Гурт випустив два незалежні міні-альбоми, перед тим як підписався під лейблом Tooth & Nail Records, з яким випустив свої два перші студійні альбоми: «Scripted» (серпень 2011) та «Icon for Hire» (жовтень 2013). У листопаді 2016 випустили свій третій студійний альбом, «You Can't Kill Us», незалежно.

## Історія

### Походження: 2007-2009
Гурт був сформований вокалісткою Аріель Блумер та гітаристом/клавішником Шоном Джампом у 2007 у іллінойсівському місті Декейтер. Коли виникла потреба в барабанщику, Джамп найняв Адама Кроншагена, старого друга, з яким він проводив джем-сесію, як учасник місцевої тусовки (на той час Джамп не вживав наркотики вже півроку). Гурт офіційно утворився в листопаді того ж року, після того, як до нього приєднався басист Джошуа Девіс. Вони обрали свою назву як сатиричний коментар до стану музичної індустрії.

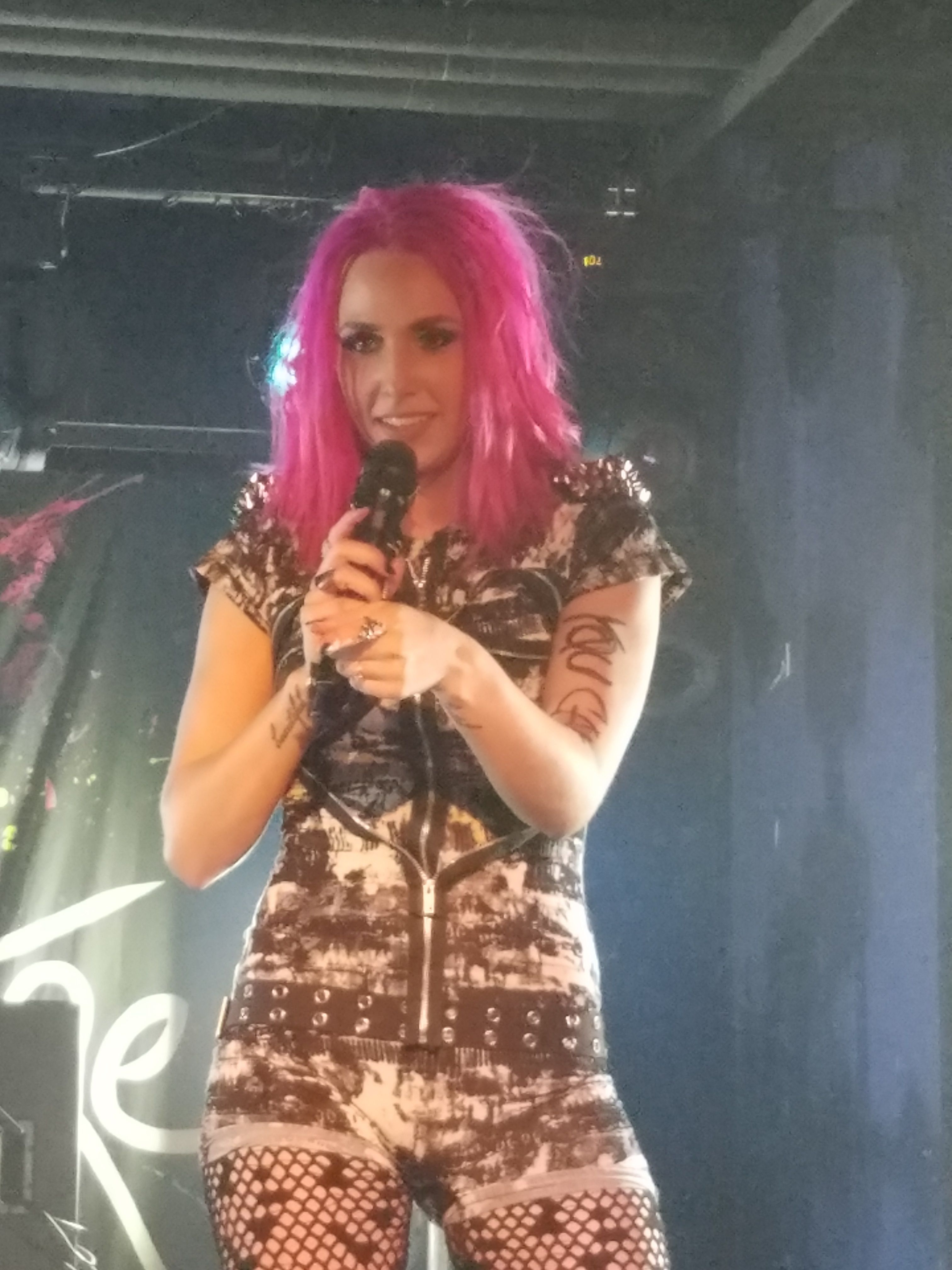
Співачка Аріель Блумер під час виступу у 2016 році

Свій перший виступ гурт відіграв у місцевому клубі перед аудиторією, що складалася з родини та друзів, які позитивно їх прийняли. Аріель згадувала про цей виступ: "Наша пристрасть до музики була присутня; все, чого нам не вистачало у звучанні, ми компенсували з ентузіазмом". Протягом наступних двох років гурт гастролював по всьому Середньому Заходу і випустив два міні-альбоми, однойменний Icon for Hire EP у 2008 році і The Grey EP у 2009 році. Того ж року Девіс покинув гурт.

### Tooth & Nail, Сценарій та однойменний альбом: 2009-2015
Наприкінці 2009 року з гуртом зв'язався лейбл Tooth & Nail Records через Myspace. Лейбл відправив своїх представників на один із концертів гурту, і врешті-решт підписав контракт у липні 2010 року. "Ми дуже раді приєднатися до такого авторитетного і шанованого гурту, як Tooth & Nail", - поділилися учасники гурту після підписання контракту. "Це лейбл, який вже давно випускає хорошу музику і дійсно працює пліч-о-пліч зі своїми артистами. Оскільки ми займаємося цією справою самостійно вже більше двох років, нам дуже приємно співпрацювати з Tooth & Nail. Ми не можемо дочекатися, коли запишемо наш дебютний повноформатник і подивимося, куди нас приведе цей шлях". Останню чверть 2010 року вони провели у студії з продюсерами Робом Хокінсом і Аароном Спрінклом, записуючи свій перший повноформатний альбом "Scripted", який був випущений лейблом 23 серпня 2011 року. Альбом потрапив до американського чарту Billboard на 7 місце серед хард-рок альбомів, 5 місце серед християнських альбомів, 16 місце серед альтернативних альбомів, 22 місце серед рок-альбомів та 95 місце в Billboard 200. Він також був проданий у кількості понад 4300 одиниць за перший тиждень релізу і побив рекорд першого тижня продажів дебютного альбому Tooth & Nail. Гурт також досяг успіху з головним синглом альбому "Make a Move", який посів 13 місце в чарті християнського року R&R/Billboard і мав супровідний музичний відеокліп, ексклюзивно випущений в Інтернеті на сайті журналу Guitar World. Також у 2011 році гурт найняв басиста Джоша Кінчелоу (Josh Kincheloe).
У грудні 2011 року Аріель заявила, що, хоча гурт був зосереджений на гастролях, а не на написанні нової музики, у неї було "відчуття, що незабаром ми почнемо збирати докупи демо-записи". Пізніше в інтерв'ю каналу TVU Music вона розповіла, що гурт перебуває на ранній стадії написання пісень для другого альбому. В інтерв'ю радіостанції KHRT-FM гурт висловив своє бажання, щоб альбом був "важчим. ...агресивнішим", з більшою кількістю поп-музики та можливими елементами хіп-хопу. 15 серпня 2013 року Icon for Hire представили свій новий сингл "Cynics and Critics" за допомогою лірик-відео та анонсували свій другий альбом під назвою "Icon for Hire". 15 жовтня 2013 року альбом був випущений, після чого досяг 66 місця в чарті Billboard 200 і отримав переважно позитивні рецензії.

### Відхід від Tooth & Nail та You Can't Kill Us: 2015-2018
6 червня 2015 року Icon for Hire оголосили, що розірвали контракт з лейблом Tooth & Nail records і стали незалежними, посилаючись на творчі, ідеологічні та технічні розбіжності з лейблом. Одночасно вони оголосили, що незабаром випустять нову музику і випустили нову пісню "Now You Know". Також була записана пісня "Bam Bam Pop".
20 листопада 2015 року гурт оголосив, що Адам Кроншаген залишає гурт, щоб більше уваги приділяти своїй сім'ї, і що гурт продовжить свою діяльність.
15 березня 2016 року гурт оголосив про початок кампанії на Kickstarter для свого третього альбому "You Can't Kill Us". Альбом буде виходити протягом року, з випуском трьох нових пісень кожні три місяці для прихильників кампанії. Гурт зібрав $127 200, перевищивши свою початкову мету у $2 016. Пісня "Supposed To Be" була випущена, як головний сингл з альбому серед першої групи релізів, і 22 липня 2016 року отримала музичне відео, зняте режисером Джеймі Холтом за участю шанувальників, які пожертвували кошти на їхню кампанію на Kickstarter. Вокалістка Аріель оголосила дату виходу альбому 25 листопада. "You Can't Kill Us" вийшов 25 листопада 2016 року і посів 180-ту сходинку чарту Billboard 200 .
23 жовтня 2018 року гурт завантажив на свій YouTube-канал відео під назвою "Supposed To Be Acoustic Sessions Video Teaser", анонсуючи свою першу відеосесію, яка відбудеться незабаром, а також те, що Still Can't Kill Us: Acoustic Sessions вийде 7 грудня. 26 жовтня гурт випустив акустичне відео "Supposed to Be", 8 листопада - акустичне відео "Get Well II", а 23 листопада - акустичне відео "Demons".

### Amorphous і The Reckoning: 2019 - до тепер
Під час туру "Icon Army Tour" у Європі з лютого по березень 2020 року, поширення COVID-19 та подальша пандемія змусили гурт скасувати решту концертів і повернутися до Сполучених Штатів Америки якраз перед закриттям американського кордону.
Під час карантину, запровадженого рідним штатом гурту Теннессі, Icon for Hire оголосили, що працюють над наступним альбомом з продюсером Девідом Туліном, з яким вони "розділили карантин" . 19 вересня 2020 року гурт оголосив про запуск кампанії на Kickstarter з метою збору коштів на випуск наступного альбому під назвою "Amorphous" з метою досягти 2,942 доларів. 24 жовтня 2020 року гурт оголосив, що перевищив свою початкову мету і отримав 263,082 доларів від 3,214 прихильників, що на 106,8% перевищило показник їхньої попередньої кампанії на Kickstarter.
"Amorphous" вийшов 19 лютого 2021 року, отримавши переважно позитивні відгуки, зокрема оцінку 3,5 з 5 зірок від Cryptic Rock. Після цього було оголошено про віртуальний реліз альбому 10 квітня 2021 року, який транслюватиметься з сайту Icon for Hire.
17 вересня 2021 року гурт опублікував у своєму Instagram фотографію Аріель, Шона і продюсера Девіда Туліна з тизером, що вони "щойно закінчили щось дуже особливе". Через кілька місяців, 8 грудня 2021 року, вони оголосили про вихід "Amorphous Extended Edition", до якого увійшла одна раніше невидана пісня, три пісні, які раніше виходили як сингли, і 6 акустичних версій пісень зі стандартного альбому "Amorphous".
6-й студійний альбом Icon for Hire, "The Reckoning", був випущений 30 вересня 2022 року, після чого було оголошено про їхнє перше європейське турне з часів пандемії, на розігріві у The Rasmus.

## Учасники колективу
Поточний склад
- Аріель Блумер – вокал (2007–дотепер)
- Шон Джамп – гітари, клавіші (2007–дотепер)[22]

Колишні учасники
- Джошуа Девіс – бас-гітара, задній вокал (2007–2009)
- Адам Кроншеген – ударні (2007–2015, 2016)

Сесійні музиканти
- Джош Кінчело – бас-гітара, задній вокал (2011–2016)
- Шейн Вайс – ударні (2016)
- Райян Сіман – ударні (2017–2018)

## Дискографія

### Студійні альбоми
| Назва                                  | Деталі                                                                                       | Пікова позиція у чарті | Пікова позиція у чарті | Пікова позиція у чарті | Пікова позиція у чарті | Пікова позиція у чарті | Продажі                    |
| Назва                                  | Деталі                                                                                       | [ 23 ]                 | Rock                   | Alt.                   | Christ.                | Indie                  | Продажі                    |
| -------------------------------------- | -------------------------------------------------------------------------------------------- | ---------------------- | ---------------------- | ---------------------- | ---------------------- | ---------------------- | -------------------------- |
| Scripted                               | - Випущено: 23 серпня 2011 - Лейбл: Tooth & Nail - Формати: CD, цифрове завантаження         | 95                     | 22                     | 16                     | 5                      | —                      | - : 4,300 (перший тиждень) |
| Icon for Hire                          | - Випущено: 15 жовтня 2013 - Лейбл: Tooth & Nail - Формати: CD, цифрове завантаження         | 66                     | 20                     | 16                     | 4                      | 11                     |                            |
| You Can't Kill Us                      | - Випущено: 25 листопада 2016 - Лейбл: незалежний випуск - Формати: CD, цифрове завантаження | 180                    | 16                     | 10                     | —                      | 9                      |                            |
| Still Can't Kill Us: Acoustic Sessions | - Випущено: 7 грудня 2018 - Лейбл: незалежний випуск - Формати: CD, цифрове завантаження     | —                      | —                      | —                      | —                      | —                      |                            |
| Amorphous                              | - Випущено: 19 лютого 2021 - Лейбл: незалежний випуск - Формати: CD, цифрове завантаження    | —                      | —                      | —                      | —                      | —                      |                            |

### Міні-альбоми
| Назва            | Пісні                                          | Деталі                                                                        |
| ---------------- | ---------------------------------------------- | ----------------------------------------------------------------------------- |
| Icon For Hire EP | "Off With Her Head" "Pernilla" "Call Me Alive" | - Випущено: 2008 - Лейбл: незалежно - Формати: CD                             |
| The Grey EP      | "Carried Away" "Fall Apart" "The Grey"         | - Випущено: 2009 - Лейбл: незалежно - Формати: CD                             |
| Now You Know EP  | "Now You Know" "Bam Bam Pop"                   | - Випущено: 27 липня 2015 - Лейбл: незалежно - Формати: CD (Обмежене видання) |

### Сингли
| Рік  | Назва                      | Альбом            |
| ---- | -------------------------- | ----------------- |
| 2011 | "Make a Move"              | Scripted          |
| 2011 | "Get Well"                 | Scripted          |
| 2011 | "The Grey"                 | Scripted          |
| 2011 | "Off with Her Head"        | Scripted          |
| 2011 | "Fight"                    | Scripted          |
| 2011 | "Iodine"                   | Scripted          |
| 2011 | "Pieces"                   | Scripted          |
| 2013 | "Cynics & Critics"         | Icon for Hire     |
| 2013 | "Sugar & Spice"            | Icon for Hire     |
| 2014 | "Counting on Hearts"       | Icon for Hire     |
| 2014 | "Sorry About Your Parents" | Icon for Hire     |
| 2015 | "Now You Know"             | Now You Know EP   |
| 2015 | "Bam Bam Pop"              | Now You Know EP   |
| 2016 | "Supposed to Be"           | You Can't Kill Us |
| 2017 | "You Can't Kill Us"        | You Can't Kill Us |
| 2017 | "Demons"                   | You Can't Kill Us |

### Промо-сингли
| Рік  | Назва             | Альбом            |
| ---- | ----------------- | ----------------- |
| 2016 | "Here We Are"     | You Can't Kill Us |
| 2016 | "You Were Wrong"  | You Can't Kill Us |
| 2016 | "Get Well II"     | You Can't Kill Us |
| 2016 | "Happy Hurts"     | You Can't Kill Us |
| 2016 | "Pulse"           | You Can't Kill Us |
| 2016 | "The Magic"       | You Can't Kill Us |
| 2016 | "Under The Knife" | You Can't Kill Us |

### Музичне відео
| Рік  | Пісня               | Режисер            |
| ---- | ------------------- | ------------------ |
| 2011 | "Make a Move"       | Van Alan Blumreich |
| 2011 | "Get Well"          | Van Alan Blumreich |
| 2012 | "Off with Her Head" | Daniel Quinones    |
| 2016 | "Now You Know"      | Jamie Holt         |
| 2016 | "Supposed To Be"    | Jamie Holt         |
| 2017 | "Demons"            | Graham Fielder     |

### Додатки у збірки
| Рік  | Збірка                                   | Лейбл                | Пісня         |
| ---- | ---------------------------------------- | -------------------- | ------------- |
| 2011 | Tooth & Nail Records Summer Sampler 2011 | Tooth & Nail Records | "Make a Move" |
| 2011 | Now Hear This! 7.0                       | Sparrow Records      | "Make a Move" |
| 2011 | A Very Tooth & Nail Christmas Sampler    | Tooth & Nail Records | "Make a Move" |

### Пісні поза альбомами
- "Conversation with a Rockstar"[44]
- "Sno"
- "Perfect Storm" later released as "War""
- "One Million Ways" [45]